# Listă de companii de cercetare de piață
Aceasta este o listă de companii de cercetare de piață:
- Brennan Research & Consultants
- Cegedim
- Gartner
- International Data Corporation
- InternetWorldStats
- Ipsos SA
- MEMRB
- Nielsen Company
- Nielsen Media Research
- Reveal Marketing Research

- Interbiz Group -